# Y十M～柳生忍法帖～
《Y十M〜柳生忍法帖～》是改編自日本小說家山田風太郎同名小說的日本漫畫作品，由瀨川雅樹作畫。作品以「因果報應」為主題，時空設定在江戶時代，是一齣壯大的復仇劇。該作首次於2005年刊載於《週刊Young Magazine》第二十期，以不定期的方式進行連載。關於該小說及其他媒體版本的作品，詳見柳生忍法帖。

## 內容概要
請參考柳生忍法帖。

## 主要登場人物
柳生十兵衛
天下知名的的獨眼劍客。曾經擔任過將軍家劍術導師，性格豪邁奔放，嚮往自由生活。平時總是顯得溫柔詼諧，但在戰場上卻能表現出經歷無數屍山血河而練就的行動力及勇氣。透過澤庵宗彭的介紹，接受訓練堀一族七名女性以討伐會津七本槍的任務。基於與七位女性約定了不能直接參與她們的復仇行動，所以也認為這個任務「的確有點困難」。經常間接參與跟七本槍之間的角力，顯示出超凡入聖的實力。雖然有強橫的武藝，卻不擅長與女性的應對，曾說過「女難比劍難還難應付」。

### 堀一族的七名女性
會津騷動後堀一族倖存的七名女性，留下姓名誓要親手討滅加藤家及會津七本槍。可是這七名女性本身都未曾習武，對武術可說是一竅不通，於是拜柳生十兵衛為師，希望能手刃仇人。七位本身都是享譽會津藩的出色美女。
千繪
會津家老堀主水的親生女兒。19歲，是七名女性的首領人物。她的出眾美貌引起了暴虐城主加藤明成的注意，想要納其為妾侍。可是堀主水卻因而出言侮辱加藤明成為狒狒，直接令君臣間關係決裂，是堀一族遭到屠戳的主要原因之一。
阿笛
千繪的侍女。18歲，性格天真爛漫，天不怕地不怕。性格衝動，豁達開朗，起初不滿十兵衛的輕浮，後來對十兵衛的敬慕卻言溢於表。留在東慶寺期間曾剃短髮。
阿鳥
堀家家臣板倉不傳的女兒。20歲，身型較為飽滿。曾在十兵衛幫助之下，獨自手刃平賀孫兵衛；後來又與阿品一起剁掉鷲之巢廉助的雙腿。
阿圭
堀家家臣稻葉十三郎的妻子。25歲，性格剛柔並重，曾與十兵衛在某次行動中扮演夫妻。
櫻
堀主水弟弟真鍋小兵衛的女兒。17歲，中性打扮，容姿端麗，具備勇敢的性格。
阿品
堀家家臣金丸半作的妻子。27歲，成熟美艷，臉上有一顆淚痣。
沙和
堀主水弟弟多賀井又八郎的妻子。30歲，擅長針織刺繡，性格溫柔嫻熟。曾突襲刺殺具足丈之進。

### 支援著堀一族的人
天樹院
當代將軍德川家光的親姊，豐臣秀賴的正室。在故事中的身份是東慶寺天秀尼的義母。在德川家的世代仍然使用豐臣家的家紋，可見其性格是如何剛烈敢為。在發生東慶寺殘殺事件後，天樹院為堀一族的七位女性主持公道，她要求弟弟家光不要插手此事，堅持要堀一族的女人親自為堀一族及女性的尊嚴復仇。
澤庵宗彭
萬松山東海寺的住持。深受天樹院所信賴的當代高僧，曾經是將軍的老師，德高望重。向堀一族女性介紹柳生十兵衛擔任武術指導。身邊有很多僧侶隨侍，分別名為「龍王坊」、「十乘坊」、「心華坊」、「嘯竹坊」、「多聞坊」、「雲林坊」、「藥師坊」。對天海的過去感到懷疑，但仍互相尊重對方。
利根
古河本陣主人紙屋五郎右衛門的女兒。因為美貌過人而遭會津七本槍擒住，被獻與加藤明成並受其污辱。幸得澤庵等人所救，對加藤明成恨之入骨。目前正與澤庵等人同行。

### 會津藩的人
加藤明成
加藤嘉明的兒子，是「會津四十萬石」加藤氏的第二任領主。聲望差劣的暴虐者，透過會津本土的家臣及蘆名眾的力量實施暴政。性格膽大妄為，連當代之雄伊達政宗都不放在眼內。
蘆名銅伯
蘆名眾的首領，亦是七本槍的師父。107歲。輔助明成的神秘人物。樣子與南光方天海長得一模一樣。
由良夫人
明成的妻子。27歲，蘆名銅伯的女兒，是一名妖艷的美女。與父親一起協助明成作惡。

### 會津七本槍
加藤明成模仿父親加藤嘉明昔年賤岳七本槍的威名而組成的隊伍，全是會津藩蘆名族的武術高手，性格與明成一樣殘忍好殺。
大道寺鐵齋
善使鎖鎌的老人。主要負責為明成找尋可供淫樂的女性。首個被堀一族殺死的七本槍成員。
平賀孫兵衛
會津七本槍中唯一真正使用長槍為武器的人。長槍長度誇張，一次攻勢能串起數人。擁有強韌的臂力。最後在十兵衛的制肘之下，被阿鳥所殺。
具足丈之進
驅使三頭秋田犬天丸、地丸、風丸的馴獸師。本人長得像猿猴，過於謹慎，容易膽怯。最後親探東海寺，與千繪對峙間被沙和突襲刺殺。
鷲之巢廉助
怪力無雙，身體巨大，硬如鋼鐵。善使拳法，不過性格衝動。被阿品與阿鳥剁掉雙腿後，失血致死。
司馬一眼房
善使一條軟鞭的獨眼怪人，足智多謀，較為理性。被堀一族計誘殺害。
香爐銀四郎
使用以女性毛髮編織再加上特殊的油製成的「霞網」為武器的少年。性格激進，說話不顧後果。被十兵衛親手殺死。
漆戶虹七郎
獨臂劍客。擁有連十兵衛亦佩服不已的實力，是七本槍中最強的領袖。可是最終仍不敵十兵衛，被廢掉僅餘的一隻手。

## 出版書籍
| 冊數 | 講談社        | 講談社                 | 東立出版社     | 東立出版社             |
| 冊數 | 發售日期      | ISBN                   | 發售日期       | ISBN                   |
| ---- | ------------- | ---------------------- | -------------- | ---------------------- |
| 1    | 2005年11月4日 | ISBN 4-06-361389-5     | 2006年11月3日  | ISBN 986-11-9023-6     |
| 2    | 2005年11月4日 | ISBN 4-06-361390-9     | 2006年12月1日  | ISBN 986-11-9024-4     |
| 3    | 2006年3月6日  | ISBN 4-06-361426-3     | 2006年12月29日 | ISBN 986-11-9025-2     |
| 4    | 2006年8月4日  | ISBN 4-06-361466-2     | 2007年1月29日  | ISBN 986-11-9026-0     |
| 5    | 2006年10月6日 | ISBN 4-06-361482-4     | 2007年4月24日  | ISBN 978-986-11-9191-1 |
| 6    | 2007年2月6日  | ISBN 978-4-06-361562-3 | 2007年5月18日  | ISBN 978-986-11-9686-2 |
| 7    | 2007年6月6日  | ISBN 978-4-06-361562-3 | 2007年11月9日  | ISBN 978-986-10-0253-8 |
| 8    | 2007年9月6日  | ISBN 978-4-06-361591-3 | 2007年11月23日 | ISBN 978-986-10-0709-0 |
| 9    | 2008年1月4日  | ISBN 978-4-06-361635-4 | 2008年4月17日  | ISBN 978-986-10-1328-2 |
| 10   | 2008年4月4日  | ISBN 978-4-06-361657-6 | 2008年6月26日  | ISBN 978-986-10-1739-6 |
| 11   | 2008年8月6日  | ISBN 978-4-06-361689-7 | 2008年10月28日 | ISBN 978-986-10-2286-4 |

## 外部連結
- Y十M～柳生忍法帖～（漫畫）在動畫新聞網百科全書中的資料（英文）